# Râpa Musaitu
Râpa Musaitu este un monument al naturii de tip geologic sau paleontologic în raionul Taraclia, Republica Moldova. Este amplasat în satul Musaitu, pe partea dreaptă a văii râului Salcia Mare, în râpa din zona cimitirului, deasupra părții de mijloc a satului; localizarea administrativă este ocolul silvic Taraclia, parcela 65M. Are o suprafață de 5 ha conform legii ariilor protejate, sau 6,64 ha conform unor măsurări mai recente (2016). Obiectul este administrat de primăria satului Musaitu.

## Istorie
Geologul și paleontologul I. A. Homenko a cercetat zona în anii 1914-1915, apreciind valoarea sa paleontologică deosebită. La mijlocul secolului al XX-lea, râpa a devenit obiect de studiu al specialiștilor de profil din Moldova, Rusia și Ucraina.

## Descriere
În amplasamentul de la Musaitu au fost identificate depozite ponțiene cu resturi de fructe, semințe și amprente ale diferitor plante și lentile de cărbune brun. Deasupra acestora este așezat un strat de argile de culoare brună-roșie – scoarța de alterare – care confirmă o climă foarte aridă.

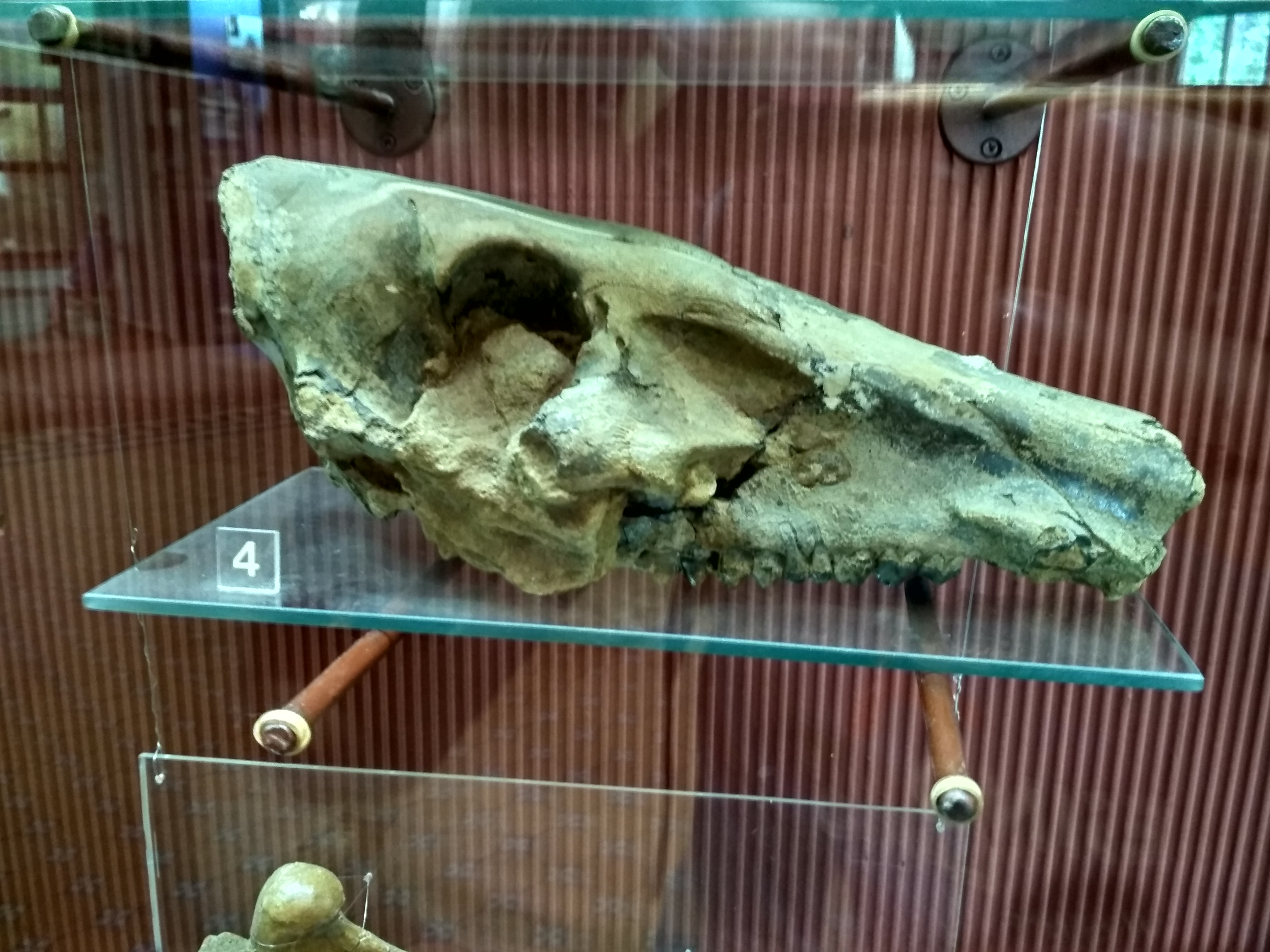
Craniu de porc de baltă Propotamochoerus provincialis (pliocenul superior – 4-3 mln. ani), descoperit în râpa Musaitu. Exponat al Muzeului Național de Etnografie și Istorie Naturală din Chișinău

Mai jos, urmează un pachet de aluviuni din pliocenul inferior, care conțin cochilii de moluște de apă dulce porațiene și resturi scheletice de animale vertebrate, reprezentanți ai Complexului faunistic Moldovian, printre care:
- șarpele Vipera kuchiurganica
- struțul Strutio sp.
- maimuța Dolichopithecus cf. ruscinenzis (specie foarte rar întâlnită în Europa)
- veverița-zburătoare Pliopentaurista moldaviensis (specie nouă)
- micromamiferele Promimomys moldavicus și Pliomys cf. kowalskii
- mastodontul Mammut borsoni
- mistrețul-de-baltă Propotamochoerus provincialis
- antilopa Parabos boodon (specie foarte rar întâlnită în Europa)

## Statut de protecție
Obiectivul a fost luat sub protecția statului prin Hotărîrea Sovietului de Miniștri al RSSM din 8 ianuarie 1975 nr. 5, iar statutul de protecție a fost reconfirmat prin Legea nr. 1538 din 25 februarie 1998 privind fondul ariilor naturale protejate de stat. Deținătorul funciar al monumentului natural era, conform legii din 1998, Întreprinderea Agricolă „Musaitu”, dar între timp acesta a trecut la balanța primăriei satului.
Monumentul natural prezintă interes pentru studierea biostratigrafiei și faunei pliocenului din Republica Moldova, cu scopul de a face corelări geologice și paleontologice cu pliocenul Europei.
Conform situației din anul 2016, lipsește un panou informativ care să informeze despre statutul de protecție.